# Douglas Monypenny
Douglas Monypenny (ur. 28 maja 1878 w Fife, zm. 22 lutego 1900 w Paardeberg) – szkocki rugbysta, reprezentant kraju.
W Home Nations Championship 1899 rozegrał trzy spotkania dla szkockiej reprezentacji zdobywając z przyłożenia trzy punkty.
Zginął podczas II wojny burskiej w trakcie bitwy pod Paardeberg.